# Остання ніч року, що минає
«Остання ніч року, що минає» («Ötən ilin son gecəsi») — радянський художній фільм 1983 року, знятий режисером Гюльбанізом Азімзаде на кіностудії «Азербайджанфільм».

## Сюжет
Телефільм за мотивами однойменної п'єси Анара. Фільм присвячується матері, що оберігає тепло свого вогнища, спокій та добробут сім'ї.

## У ролях
- Ельміра Шабанова — Хаміда
- Каміль Зохрабов — Рустем
- Мая Іскендерова — Гюляра
- Аян Міркасимова — Діляра
- Ельман Аллахвердієв — Тофік
- Шахмар Алекперов — Газанфар (дублював Валерій Рижаков)
- Рафік Алієв — Сулейман
- Софа Басірзаде — Сакіна
- Дадаш Казімов — листоноша (дублював Лев Дуров)
- Лейла Расулова — Кямаля
- Рашад Аскеров — Чингіз
- Мурад Бабав — Шаміль
- Заур Джабієв — Вагіф
- Агахан Салманов — роль другого плану
- Т. Мамедов — роль другого плану
- Гюльшан Курбанова — роль другого плану
- Тогрул Джуварли — роль другого плану

## Знімальна група
- Режисер — Гюльбаніз Азімзаде
- Сценарист — Анар Рзаєв
- Оператор — Валерій Керімов
- Композитор — Акшин Алі-заде
- Художник — Маїс Агабеков